# چم‌چشمه
چم‌چشمه روستایی از توابع بخش مرکزی شهرستان جم استان بوشهر در جنوب ایران.
این روستا در دهستان کوری قرار دارد و بر اساس سرشماری سال ۱۳۸۵ جمعیت آن ۲۳۷ نفر بوده‌است.